# Khanatet Kara-Khanid
Khanatet Kara-Khanid var en historisk stat som låg i nuvarande Uzbekistan mellan 840 och 1212.
Det var initialt självständigt, men blev sedan vasall under seldjukerna, Khwarazmiderna och Qara Khitai. 	
Religionen var nestoriansk kristendom, buddhism och tengriism fram till att staten år 934 konverterade till islam.